# تمزقیده
تمزقیده (به عربی: تمزقیدة) یک شهرداری در الجزایر است که در ناحیه المدیه واقع شده‌است. تمزقیده ۹۹ کیلومتر مربع مساحت و ۴٬۵۹۱ نفر جمعیت دارد.